# Rainer Keller (Jurist)
Rainer Keller (* 1944) ist ein deutscher Jurist und Hochschullehrer.

## Leben
Keller wurde 1980 mit der Dissertation Strafrechtlicher Gewaltbegriff und Staatsgewalt  an der Universität Hannover zum Dr. iur. promoviert. Nach der Habilitation 1988 ebenda mit der Arbeit Rechtliche Grenzen und Strafbarkeit der Provokation von Straftaten lehrte er von 1991 bis 2009 als Professor für Strafrecht an der Universität Hamburg. Er erhielt Rufe an die Universität Bremen und die Universität Frankfurt am Main. Seine Forschungsbereiche liegen im Internationalen Strafrecht und in der Rechtstheorie. 2002 bis 2012 engagierte er sich wissenschaftliche für die Entwicklung des Strafrechts in zentralasiatischen Staaten.

## Schriften (Auswahl)
- Strafrechtlicher Gewaltbegriff und Staatsgewalt. Berlin 1982, ISBN 3-428-05112-2.
- Rechtliche Grenzen der Provokation von Straftaten. Berlin 1989, ISBN 3-428-06757-6.
- Erläuterung des Gesetzes über die Zusammenarbeit mit dem Internationalen Gerichtshof. In: Ambos/König/Rackow (Hrsg.). Rechtshilfe in Strafsachen, 2015, S. 1055 ff., ISBN 978-3-8329-7120-5